# Дон Кихот (Пикассо)
«Дон Кихот» (исп. Don Quixote) — эскиз, нарисованный испанским художником Пабло Пикассо в 1955 году и изображающий литературного героя Дон Кихота и его оруженосца Санчо Панса. Рисунок был напечатан в августовском выпуске (18-24) в еженедельнике Les Lettres Françaises в рамках празднования 350-летия издания романа о Дон Кихоте. Эскиз был сделан 10 августа 1955 года, и совершенно отличается по стилю от других картин Пикассо раннего периода: Голубой, Розовый и Кубизм.

## Описание
На рисунке изображены Дон Кихот, его конь Росинант, его оруженосец Санчо Панса и осел Санчо — Дапл, солнце и несколько ветряных мельниц. Жирные линии, почти каракули, которыми нарисованы фигуры, четко выделяются на простом белом фоне. Фигуры почти лаконичны, деформированы и, все же драматичны. Санчо Панса смотрит на высокого и изможденного Дон Кихота, который, в свою очередь, смотрит вперед. Фигуры, нарисованы тяжелыми мазками, кажется, неоднократно подвергались изменению, особенно, когда Пикассо рисовал туловище, руки и плечо Дон Кихота. «Голова рыцаря, увенчанная шлемом Мамбрино, соединена с его плечами шеей, нарисованной одной тонкой линией, с острым носом и длинной и тонкой бородкой». В правой руке у него копье, а в левой — поводья и круглый щит. Росинант изображен как и описывал его Сервантес — «это мешок с костями». Слева появляется Панса, чёрная масса, смутно определяющая его круглое тело, сидящий на Дапле, у которого длинная проволочная шея и тонкие длинные уши.
Кажется, что Панса уделено значительно меньше внимания чем Дон Кихоту. Возможно потому что Дон Кихот является центром внимания. Несмотря на то, что две фигуры, кажется, стоят на месте, рисунок полон динамики и движения. Обилье линии, и общий юмористический эффект бросаются в глаза".

## Картина маслом, 3 марта 1947 г.
Существует мнение, что данный рисунок был сделан с эскизов для более ранней картины Пикассо, созданной в 1947 году. Эта картина маслом на холсте и была проверена с помощью анализа пигмента, радиоуглеродный анализ и оценки слайдов Kodak, подтверждающих, что картина маслом предшествует рисунку индийскими чернилами 1955 года.

## «Открытие»
В июле 2010 года Дали Лебанидзе, ученый из Национального центра изучения истории искусств им. Чубинашвили, заявила что обнаружила, считавшимся утерянным, оригинал рисунка. По её словам, она увидела его висевшим на стене у знакомых. Знакомые же рассказали, что рисунок попал к ним от родственника, живущего во Франции. В то время как рисунок, хранящийся в музее, является черно-белым, изображение, появившееся в еженедельнике, было серым. Дон Кихот в доме грузинской семьи был сине-зеленого цвета, который создал бы серые тона в журнальной печати. Вскоре она пришла к выводу, что предполагаемый отпечаток на самом деле является оригиналом, нарисованным Пикассо: «Размещение чернил на бумаге, невероятная энергия манеры художника, полная свобода линий, отражающая внутренние эмоции художника — все указывало на то, что это был оригинал. Невозможно добиться такой свободы, повторить или скопировать такой стихийный характер картины».
Тем не менее спустя почти два года после упомянутого выше «открытия», не было опубликовано ни независимого научного, ни судебного, ни критического заключения. Также, Лебанидзе не было опубликовано изображение высокого разрешения.

## Память
Сегодня, однако, черно-белая версия стала очень популярным изображением Дон Кихота. Рисунок широко признан как одно из самых выдающихся изображений легендарной фигуры.